# Gilbert Ryle
Gilbert Ryle (19 de agosto de 1900 – 6 de outubro de 1976) foi um filósofo britânico pertencente a uma geração influenciada pelas teorias de Wittgenstein sobre a linguagem.
Ryle é conhecido principalmente pela sua crítica ao dualismo cartesiano, para o qual ele cunhou a expressão  "the dogma of the ghost in the machine" (o dogma do fantasma na máquina). Algumas de suas ideias sobre filosofia da mente foram consideradas como  "behavioristas". Em seu livro mais conhecido, The Concept of Mind (1949), ele escreve que "a tendência geral deste livro será, indubitavelmente e sem conotação ofensiva, ser estigmatizado como "behaviorista".
Para Ryle, a tarefa da filosofia seria trazer a clarificação. Para o filósofo há mais de uma forma de descrever as coisas, e não se pode impor apenas uma descrição. Existem expressões sistemáticas ou enganadoras. Quando a substituição de termos resulta em um absurdo óbvio percebe-se claramente que as categorias são diferentes nas proposições. Os enigmas filosóficos surgem quando esta substituição não resulta em absurdo óbvio, necessitando de uma análise. Seus estudos vão chegar à análise dos conceitos mentais, combatendo o mito cartesiano do ‘fantasma na máquina’, acabando com o problema da fusão corpo e alma.

## The Concept of Mind
Em  The Concept of Mind, Ryle critica o  dualismo corpo-mente, que permeia a  filosofia ocidental a partir de Descartes, e rejeita a ideia de mente como uma entidade independente que habita e governa o corpo humano — ideia que ele considera  um resquício supérfluo de uma época anterior ao desenvolvimento da biologia moderna  e que já não deveria ser entendido ao pé da letra.
O filósofo ataca  os pensadores dos séculos XVII e XVIII (particularmente Descartes), que concebem a Natureza como uma máquina complexa e, analogamente, concebem o homem como uma máquina  habitada por um fantasma para explicar a inteligência, a espontaneidade e outras qualidades humanas. Mas que sentido tem postular um fantasma, imaterial e sem propriedades causais ou espaciais, dentro de um corpo extenso como seu princípio motor? No entanto, a terminologia "mentalista" desempenha um papel importante na descrição do comportamento humano, ainda que os seres humanos não sejam análogos a máquinas, nem os filósofos precisem de um princípio "oculto" para explicar  capacidades  que ultrapassam as possibilidades mecânicas.
Ryle assevera que as operações da mente não são diferentes das ações do corpo. O vocabulário mental  seria  simplesmente uma maneira diferente de descrever uma ação. Para ele, a natureza dos motivos de uma pessoa é definida  por sua  disposição a agir em determinadas situações. Não existem explicitamente sentimentos,  dores ou pontadas de vaidade: só existe um conjunto de ações e sentimentos subsumidas a uma tendência  de comportamento geral ou propensão a agir que nós denominamos "vaidade".
Escritores, historiadores e jornalistas, assinala Ryle, não teriam nenhum problema em  atribuir motivações e valores morais às ações das pessoas. O problema se coloca apenas quando  filósofos tentam atribuir tais qualidades a um domínio mental ou espiritual separado. Segundo o Ryle, falar de  mente e  corpo como entidades separadas serviria apenas para descrever, metaforicamente, como os organismos superiores (a exemplo dos humanos) demonstram engenhosidade, capacidade de formular estratégias e capacidade de abstração, podendo produzir hipóteses, até mesmo a partir de observações do próprio comportamento,  colocando-as à prova.
No primeiro capítulo de The Concept of Mind ( "Descartes' Myth"), Ryle introduz a expressão "o dogma do fantasma na máquina" para descrever o conceito filosófico da mente como entidade separada do corpo. Ele escreve: "Espero provar que isto é inteiramente falso, e falso  não nos detalhes, mas no princípio.  Não se trata  meramente de um conjunto de erros particulares. É um grande erro — e um erro de  tipo especial. Trata-se, nomeadamente, de um erro categorial".

## Livros
- 1949. The Concept of Mind
- 1954. Dilemmas: The Tarner Lectures 1953, a collection of shorter pieces
- 1966. Plato's Progress
- 1977. Contemporary Aspects of Philosophy, editor
- 1979. On Thinking[5]